# Bandschlangenadler
Der Bandschlangenadler (Circaetus cinerascens) ist ein Greifvogel aus der Gattung der Schlangenadler (Circaetus) innerhalb der Familie der Habichtartigen (Accipitridae). Er bewohnt flussnahe Wälder in großen Teilen Afrikas.

## Merkmale
Der Bandschlangenadler ist 55 bis 60 cm groß und wiegt dabei etwa 1100 g. Seine Flügelspannweite beträgt 114 cm.
Der graubraun gefärbte Vogel hat einen großen Kopf und einen kurzen Schwanz. Kopf, Hals und Brust sind dunkel gestreift. Der Unterkörper ist weiß mit hellbraunen Streifen an Bauch und Oberschenkeln. Die Unterseite des Schwanzes weist einen markanten weißen Querstreifen auf, der im Flugbild besonders hervorsticht. Die Augen und die langen Beine sind gelb. Der Hakenschnabel ist schwarz, wobei die Wachshaut eine tiefgelbe Färbung aufweist.
Jungvögel haben blassere und braunere Oberkörper mit weiß umrandeten Federn und sind oftmals vollständig dunkelgrau-braun, wobei die Streifen am Unterkörper fehlen.

## Lebensraum
Bandschlangenadler leben in sumpfigen Auwäldern, aber sie meiden dichte Wälder.  Seltener sind sie auch in der Buschsavanne anzutreffen.

## Verhalten und Lebensweise
Bandschlangenadler jagen hauptsächlich Schlangen – sowohl giftige als auch ungiftige –, Echsen, Frösche, Fische und Insekten, aber auch andere kleine Wirbeltiere, die von einer über dem Baumkronendach gelegenen Ansitzwarte aus erbeutet werden. Sobald sie Beute entdeckt haben, stürzen sie sich vom Ansitz auf Baumstämme, Laub oder Boden. Sie sind Einzelgänger, dabei jedoch nicht besonders scheu. Da sie die meiste Zeit sitzend auf ihrem Ansitz verbringen, werden sie oft nur durch ihre Rufe erkannt.
Sie rufen einerseits ein lautes, hohes „kok-kok-kok-kok-kok“, andererseits geben sie häufig laute absteigende, krächzende Töne von sich. Diese Rufe werden vor allem während des Gleitflugs vorgetragen.

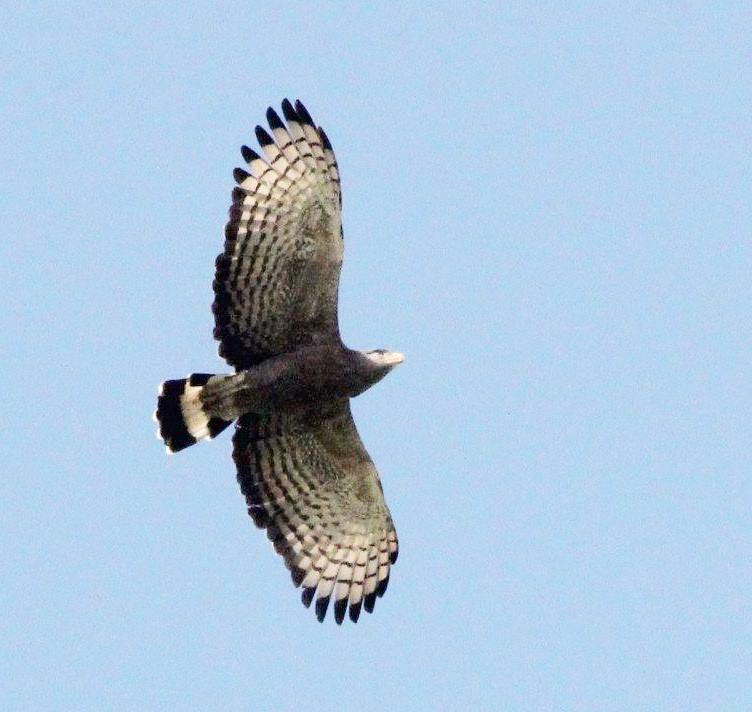
Bandschlangenadler in der Luft (Savate, Angola)

## Verbreitung

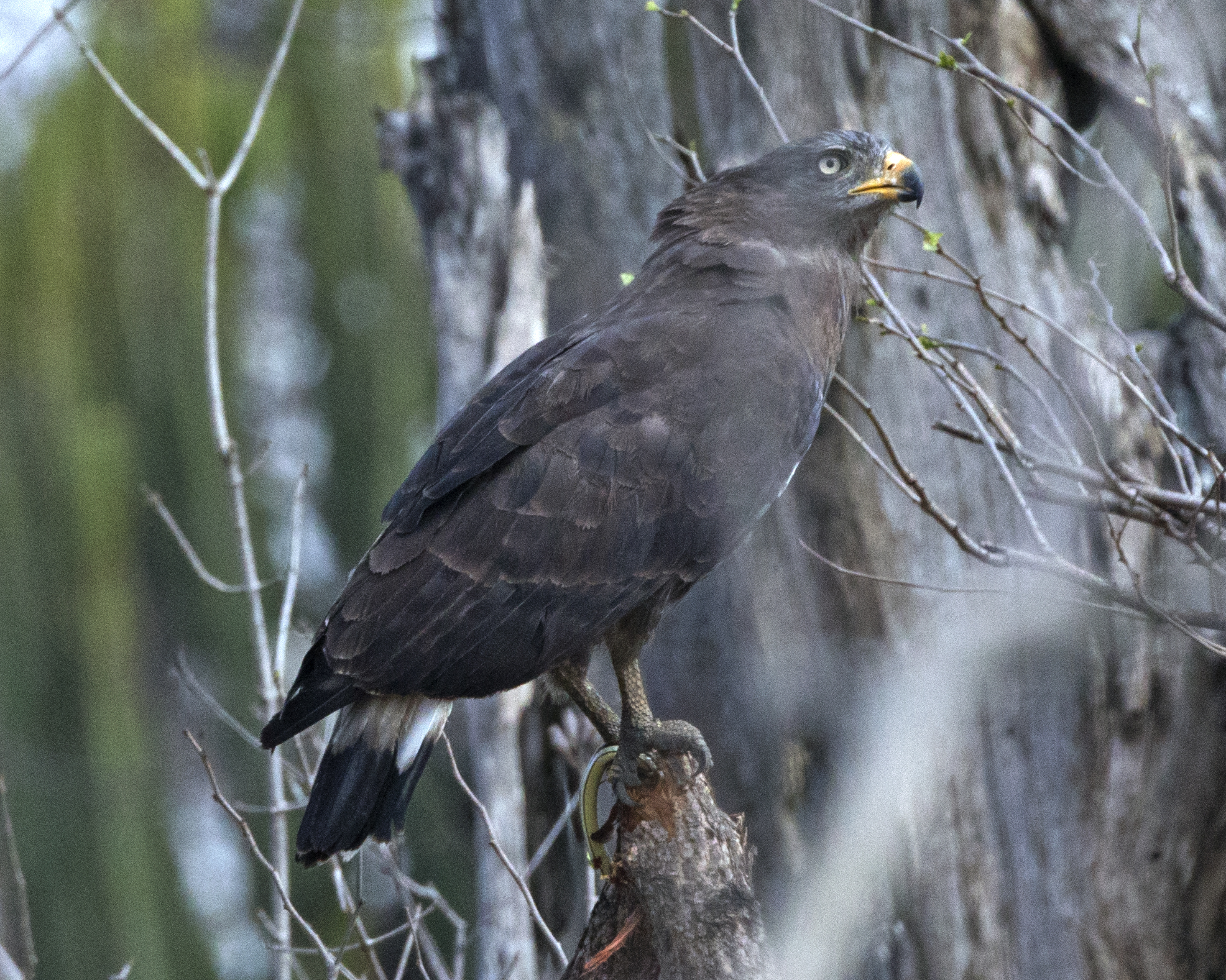
Bandschlangenadler in Liwonde, Malawi

Sie kommen in Afrika in den nördlichen Tropen von Senegal und Gambia nach Osten bis nach Äthiopien und dann weiter nach Süden bis ins südliche Angola und Simbabwe vor, meist westlich des Ostafrikanischen Grabens. In den äquatorialen Wäldern des westlichen Tieflandes fehlen sie jedoch größtenteils.
Manche recht südlich brütenden Individuen scheinen ihr Brutgebiet im Sommer zu verlassen. Dabei verlagert sich der Populationsschwerpunkt geringfügig nach Norden.

## Fortpflanzung
Die Brutsaison des Bandschlangenadlers dauert meist von Dezember bis April, es wurde aber auch über Bruten in den anderen Jahreszeiten berichtet.
Er nistet zwischen Kriechpflanzen und Laub oder in Bäumen, etwa in Akazien, und baut jedes Jahr ein neues kleines Nest aus Ästen, welches gut in der Vegetation verborgen ist. Ein im Mai 1984 gefundenes Nest hatte etwa einen Durchmesser von einem halben Meter und war mit Blättern ausgelegt.
Das Weibchen legt nur ein Ei. Die Brutzeit beträgt 35 bis 55 Tage, wobei hauptsächlich das Weibchen brütet. Das Junge wird von beiden Elternteilen gefüttert und wird nach 10 bis 15 Wochen flügge.

## Gefährdung
Die Verbreitung des Bandschlangenadlers ist lückenhaft und er ist anfällig für den Verlust seines flussnahen Lebensraums, der neben der Abholzung durch Menschen zur Gewinnung von Bauland auch manchmal durch Afrikanische Elefanten beschädigt wird. Diese Faktoren bewirken einen Rückgang der Populationszahlen. Trotzdem wird er in der Roten Liste der IUCN als nicht gefährdet (Least Concern) eingestuft. Der Bestand beträgt wahrscheinlich mehr als 10.000 Individuen.